# Luke Cage (seriál)
Marvel's Luke Cage, či zkráceně Luke Cage, je americký televizní seriál od Cheoa Hodari Cokera, založený na stejnojmenném hrdinovi Marvel Comics. Seriál je umístěn v Marvel Cinematic Universe (MCU), sdílí kontinuitu s filmy a seriály MCU a je třetím seriálem odkazujicím k crossoveru Marvel's The Defenders. Je produkován společností Marvel Television ve spolupráci s firmou ABC Studios, přičemž showrunnerem je Cheo Hodari Coker.
Všech 13 dílů první řady bylo zveřejněno dne 30. září 2016 na Netflixu. V prosinci 2016 bylo oznámeno, že seriál získal druhou řadu. Druhá řada s 13 díly byla na Netflixu zveřejněna 22. června 2018.

## Příběh
Když při sabotovaném experimentu dostane super sílu a nezničitelnou kůži, stává se z Luka Cage uprchlík, který se snaží začít nový život v Harlemu. Brzy se však musí ponořit do své minulosti a bojovat za záchranu města.

## Obsazení

### Hlavní postavy
- Mike Colter jako Luke Cage
- Mahershalalhashbaz Ali jako Cornell "Cottonmouth" Stokes
- Simone Missick jako Misty Knight
- Theo Rossi jako Shades
- Erik LaRay Harvey jako Willis Stryker / Diamondback
- Rosario Dawson jako Claire Temple
- Alfre Woodard jako Mariah Dillard
- Mustafa Shakir jako John McIver
- Gabrielle Dennis jako Tilda Johnson

### Vedlejší postavy
- Frank Whaley jako Rafael Scarfe
- Ron Cephas Jones jako Bobby Fish
- Jacob Vargas jako Domingo Colon
- Darius Kaleb jako Lonnie Wilson
- Jade Wu jako Connie Lin
- Deborah Ayorinde jako Candace Miller
- Justin Swain jako Bailey
- Jaiden Kaine jako Zip
- Sean Ringgold jako Sugar
- Dawn-Lyen Gardner jako Megan McLaren
- Jeremiah Richard Craft jako Dave Griffith
- Michael Kostroff jako Noah Burstein
- Tijuana Ricks jako Thembi Wallace
- John Clarence Stewart jako Alex
- Karen Pittman jako Priscilla Ridley

## Vysílání
| Řada | Díly | Premiéra na Netflixu |
| ---- | ---- | -------------------- |
| 1    | 13   | 30. září 2016        |
| 2    | 13   | 22. června 2018      |